# Martha Mitchell
Martha Elizabeth Beall Mitchell (2 de setembro de 1918 - 31 de maio de 1976) foi a esposa de John N. Mitchell, procurador-geral dos Estados Unidos no governo do presidente Richard Nixon. Ela se tornou uma figura controversa com seus comentários francos sobre o governo na época do escândalo Watergate.

## Inicio da vida
Martha Elizabeth Beall Jennings Mitchell nasceu em Pine Bluff, Arkansas, em 2 de setembro de 1918. Ela cresceu como filha única do corretor de algodão George V. Beall e da professora de teatro Arie Beall. Vivendo em uma área rural, os amigos de Mitchell moravam longe, e ela lembrou em uma entrevista ao Saturday Evening Post que ela cresceu brincando com os filhos de sua "mammia", ou trabalhadora doméstica afro-americana, que vivia com a família na fazenda

## Vida pessoal
Mitchell era presbiteriano e, enquanto estava em Nova York, frequentava a Marble Collegiate Church Ela  começou a escrever suas memórias em 1973, mas temendo que isso significasse que ela não receberia dinheiro do marido, nunca assinou um contrato
Em 1975, Mitchell adoeceu. Como sua saúde declinou, ela foi chamada por um pequeno círculo de amigos que incluía sua amiga repórter, e eventual biógrafa, Winzola McLendon.